# 1806 Derice
1806 Derice eller 1971 LC är en asteroid i huvudbältet som upptäcktes den 13 juni 1971 av Perth-observatoriet. Den är uppkallad efter Derice Harwood.
Asteroiden har en diameter på ungefär 7 kilometer och den tillhör asteroidgruppen Flora.
Asteroiden var den första som upptäcktes med ett observatorium i Australien.